# Фундацика (Брашов)
Фундацика (рум. Fundățica) насеље је у Румунији у округу Брашов у општини Фундата. Oпштина се налази на надморској висини од 1150 m.

## Становништво
Према подацима из 2002. године у насељу је живело 133 становника, од којих су сви румунске националности.